# Cvijetin Mijatović
Cvijetin Mijatović, surtout connu par son surnom Majo (en serbe cyrillique Цвијетин Мијатовић, né le 8 janvier 1913 – mort le 15 novembre 1993), est un homme politique yougoslave. Communiste de la République fédérative socialiste de Yougoslavie, il a été président du collectif de la présidence de la Yougoslavie.

## Biographie
Mijatović naît à Lopare, du temps de l'Autriche-Hongrie. En 1933, il devient membre de la Ligue des communistes de Yougoslavie (KPJ). Entre 1934 et 1941, il est membre du comité universitaire, instructeur du comité régional de Serbie et membre du comité de la ville de Belgrade, tous des organes du KPJ. En 1938-1939, il est assigné par le parti en Bosnie-Herzégovine.
Après l'invasion de la Yougoslavie en 1941, il participe à l'organisation de combats armés dans l'Est de la Bosnie. Il est membre du ZAVNOBiH (en) depuis sa fondation et de l'AVNOJ depuis le deuxième conseil.
Après la libération, il est secrétaire organisationnel de la Ligue communiste de Bosnie-Herzégovine, directeur de l'école des hautes études politiques de Belgrade et éditeur en chef du journal Komunist. Il sera également ambassadeur de Yougoslavie auprès de l'Union des républiques socialistes soviétiques, membre du Comité central de la Ligue communiste de Yougoslavie et Bosnie-Herzégovine, secrétaire et président du Comité central de la Ligue communiste de Bosnie-Herzégovine, membre de la présidence de la Ligue et président de celle-ci.

## Vie privée
Mijatović épouse l'actrice Sibina Bogunović, avec qui il a deux filles : Mira et Maja.
Mira Mijatović sera chanteuse du groupe VIA Talas (en). Elle mourra d'une surdose d'héroïne (en) en 1991.